# Terre-de-Haut (île des Saintes)
Pour les articles homonymes, voir Terre-de-Haut (homonymie).
Terre-de-Haut (en créole : Tèdého) est une île française située dans l'océan Atlantique faisant partie de l'archipel des Saintes, une dépendance de la Guadeloupe. Elle fait partie de la commune de Terre-de-Haut.

## Géographie
Séparée de la « Guadeloupe continentale » par le canal des Saintes, Terre-de-Haut s'étend sur 600 hectares de superficie contre 680 pour Terre-de-Bas.
C'est l'île la plus orientale de l'archipel des Saintes. Elle tient son nom de la dénomination maritime qui qualifiait d'îles hautes les îles au vent et de basses les îles sous le vent. Elle est dominée au nord par le Morne Mire avec 107 mètres d'altitude et le Morne Morel avec 136 mètres d'altitude et au sud par le morne du Chameau, point culminant avec 309 mètres d'altitude. Au nord-ouest, entre la pointe Coquelet et le Pain de Sucre, se trouve l'îlet à Cabrit qui comporte un spot pour la plongée, un point de mouillage et une petite randonnée jusqu'aux ruines du fort Joséphine. Au nord-est, les Roches Percées sont face à la plage de Pompierre et au sud-sud-ouest, alignée sur le morne du Chameau, se trouve la Redonde.

### Quartiers et répartition de la population

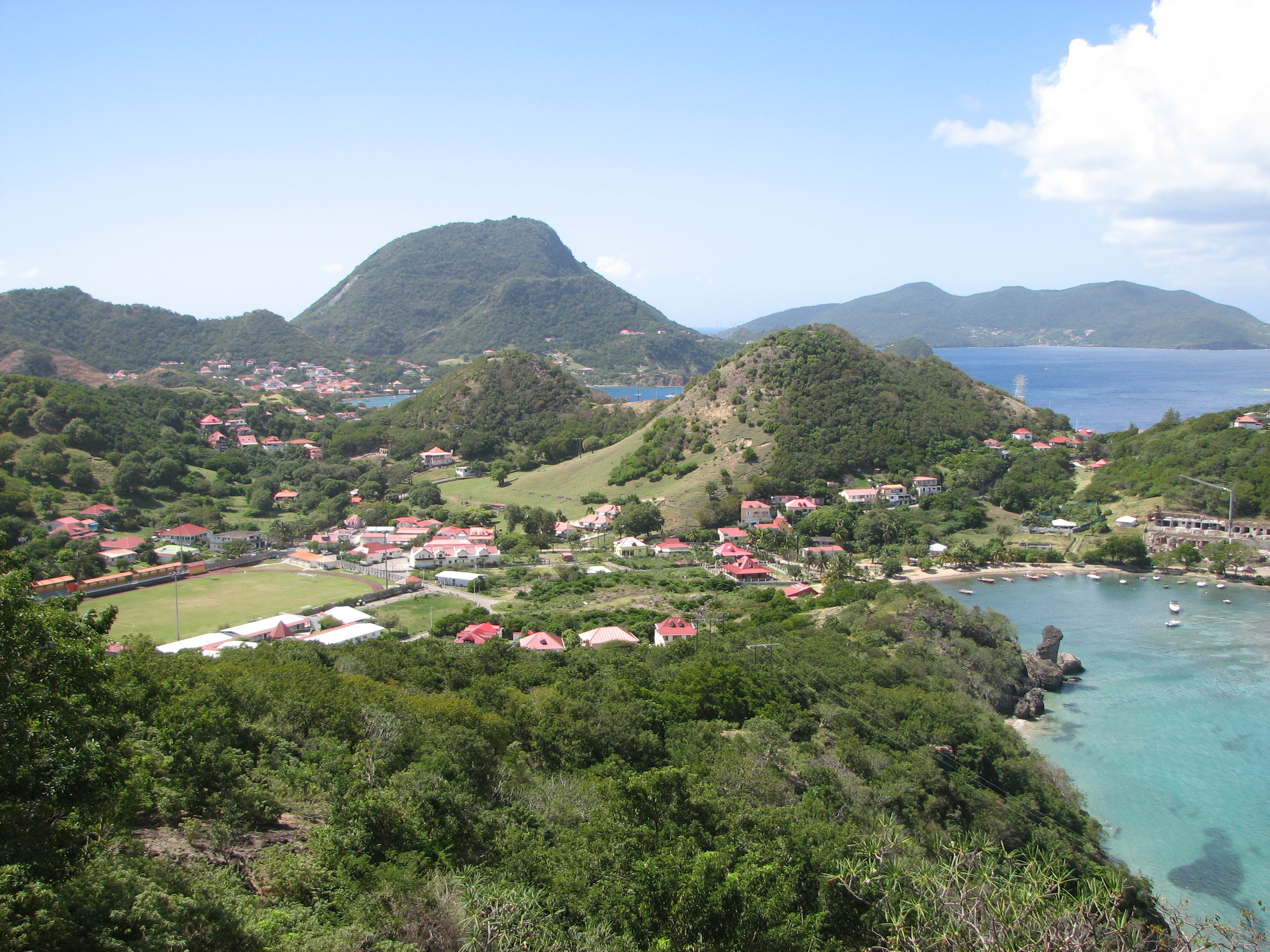
Marigot (Terre-de-Haut)

L'intérieur de l'île est constitué de plusieurs quartiers, situés au pied des mornes et dans les vallées. Fond-du-Curé est le quartier le plus étendu et se situe au cœur de l'île dans la baie. Les bâtiments administratifs (mairie et poste) se situent dans cette localité. Yachts et bateaux de croisières y mouillent en toute quiétude. Les plus vieux quartiers et les premiers de l'île sont le Mouillage et le Fond-du curé.  La population s'étend sur 20 quartiers (sections), plus ou moins bien délimités. Ils se découpent en deux zones  :
| Au vent              | Au vent | Sous le Vent                  | Sous le Vent |
| Nr                   | Quartier | Nr                            | Quartier |
| -------------------- | --- | ----------------------------- | --- |
| 1 2 3 4 5 6 7 8 9 10 | Pompierre Marigot Vieille Anse Fort Napoléon Maison blanche La Coulée Coquelet Anse Mire Mouillage Grande-Anse | 11 12 13 14 15 16 17 18 19 20 | Fond-du-Curé La Savane (en) Anse Rodrigue Anse Galet Prés Cassin La Convalescence Anse Figuier Pain de sucre Anse à Cointe Anse Crawen |

Le vocabulaire local définit « monter » pour se déplacer vers les quartiers du vent (vers le Fort Napoléon) et « descendre » pour se déplacer vers les quartiers sous le vent (vers le Pain-de-sucre).

## Histoire
La découverte et l'attribution du nom de l'île est faite par Christophe Colomb en novembre 1493. L'occupation coloniale débute à partir de 1648. En août 1666, la victoire française sur les Britanniques permet le rattachement de l'île à la Guadeloupe. La bataille des Saintes oppose à nouveau les deux puissances européennes en avril 1782, lors d'une période allant de 1759 à 1815, qui voit l'alternance de dominations britanniques et françaises sur l'archipel.

## Économie
L'île vit essentiellement de la pêche et du tourisme.
Dans le domaine du tourisme, l'île comporte un centre UCPA qui compte 60 bungalows et environ 120 stagiaires chaque semaine. Il ne ferme que deux mois dans l'année en raison des conditions météorologiques.

## Monuments et lieux touristiques

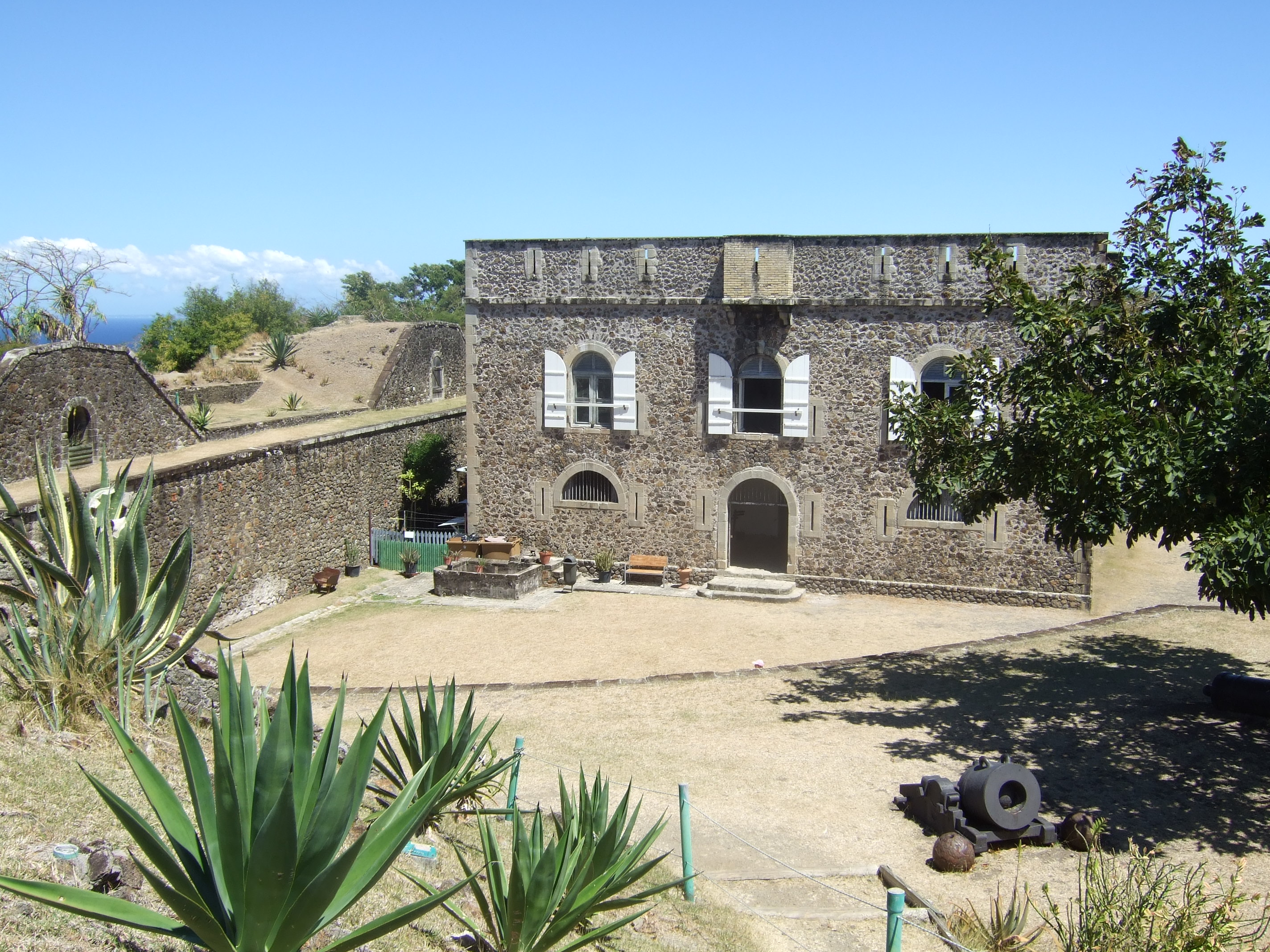
Le fort Napoléon à Terre-de-Haut

- La baie classée troisième mondiale par le club des plus belles baies du monde[5].
- Le fort Napoléon, construction à la Vauban, visitable. Une salle est spécialement consacrée à la bataille des Saintes de 1782 et présente deux modèles réduits des deux vaisseaux amiraux, le Ville de Paris et le Formidable.
- Le Chameau, le Pain de sucre, le morne Morel.
- Les plages : de Crawen, du Pain de Sucre, de l'anse Galet, de Fond-du-Curé, de petite-Anse, de l'anse Mire, de la baie de Marigot, de Pompierre, de grande-Anse, de Rodrigue, du Figuier.
- La trace des crêtes (randonnée).
- La batterie Caroline  (randonnée).
- Le fort Joséphine, le pénitencier et le lazaret.
- Le phare du port.
- Le Bateau des îles, maison en proue de bateau[6] construite en 1942 par Adolphe Catan, photographe guadeloupéen, et offerte en 1955 à la commune de Terre-de-Haut pour servir de résidence aux médecins de l'île[7].

## Faune
L'iguane antillais, en voie d'extinction, est une espèce protégée pouvant encore être observée sur l'île. L'île accueille également une espèce endémique de scorpion, le Oiclus tipunch.

## Culture

Armoiries de Terre-de-Haut.

Le tourment d'amour est une spécialité culinaire de l'île (tarte à la confiture de coco, de goyave ou de banane, surmontée d'un biscuit).
Terre-de-Haut a adopté des armoiries en 1979.

## Sports

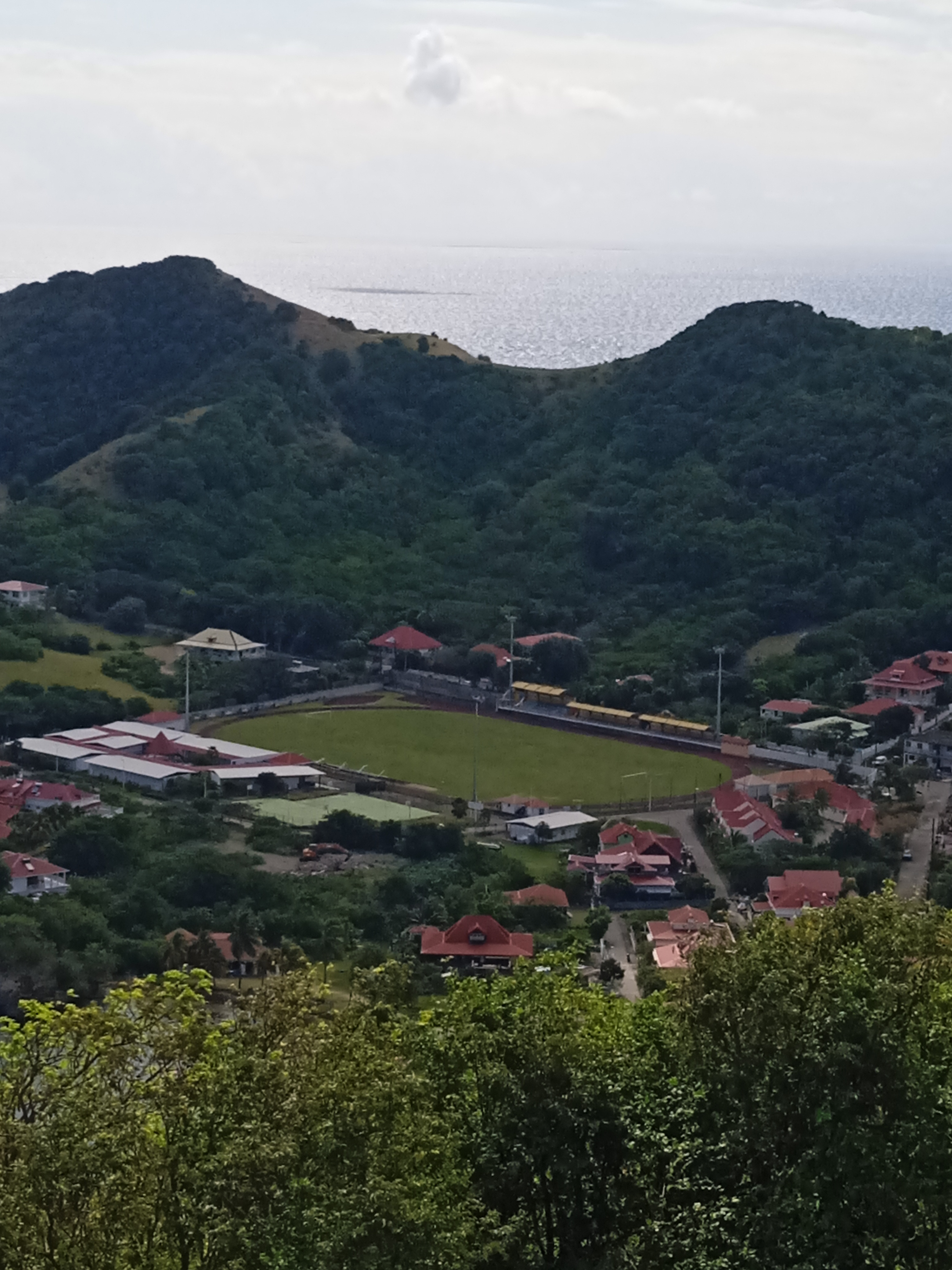
Stade municipal des Saintes

Le principal équipement sportif de l'île est le stade municipal de Terre-de-Haut qui accueille le club de football de l'Association de la Jeunesse sportive saintoise (AJSS), champion de la Guadeloupe de football saison 2011/2012 (et premier club-formateur de l'attaquante Lindsey Thomas).